# Alliance Idræts Klubben af 1965
Alliance Idræts Klubben af 1965 (forkortet AIK 65 eller AIK 65 Strøby) var en idrætsforening hjemmehørende på Stevns på Sjælland. Klubben blev stiftet i 1965 som en sammenlægning af idrætsforeningerne i Strøby og Strøby Egede. Klubben havde flere underafdelinger for f.eks. gymnastik, badminton og fodbold, men i 2007 opløstes klubben, således at de enkelte underafdelinger blev selvstændige klubber.